# Krona kraljevine Poljske
Krona kraljevine Poljske (poljsko Korona Królestwa Polskiego, latinsko Corona Regni Poloniae), skrajšano Poljska krona ali Kraljevina Poljska, pogovorno Krona, je ime zgodovinskih poznosrednjeveških ozemelj v domeni poljskega kralja, vključno s samo Kraljevino Poljsko. Poljska krona je bila od leta 1569 do 1795 enakopravna članica poljsko-litovske Republike obeh narodov.

## Glavni politični dogodki

### Ustanovitev
Ustanovitev Kraljevine Poljske je tradicionalno datirana približno v leto 966, ko sta se Mješko I. in njegovo pogansko slovansko kraljestvo pridružila krščanski Evropi. Proces so začeli že njegovi predniki iz dinastije Pjast. Mješkov najstarejši sin in naslednik, princ Boleslav I. Hrabri, vojvoda Poljske, je leta 1025 postal prvi kronani poljski kralj.

### Krevska unija
Krevska unija je bila sklop predporočnih pogodb, sklenjenih v gradu Kreva 13. avgusta 1385. Ko je litovski veliki knez Jogaila 14. avgusta 1385 potrdil predporočne pogodbe, sta Poljska in Litva sklenili personalno unijo. Sporazumi so vključevali sprejetje [Krščanstvo|krščanstva]], vrnitev  ozemelj, ki jih je Poljski "ukradla" njena soseda, in klavzulo in terras suas Lithuaniae et Russiae Coronae Regni Poloniae perpetuo applicare (Litva in Poljska naj vladata (samo) vsaka na svojem ozemlju), ki je oblikovala personalno unijo. Jogaila je po krstu v Vavelski stolnici v Krakovu 15. februarja 1386 začel uradno uporabljati ime Vladislav. Tri dni po krstu se je poročil z Jadvigo Poljsko in zavladal kot Vladislav II. Jagelo. 

### Lublinska unija
Lublinska unija je 1. julija 1569 ustvarila enotno poljsko-litovsko državo z resnično unijo med Krono kraljevine Poljske in Veliko kneževino Litvo. Pred tem sta imeli državi samo personalno unijo. Poljska krona je hkrati postala volilna monarhija. 
Vladavina Jagelonske dinastije se je končala s smrtjo kralja Sigismunda II. Avgusta 7. julija 1572. 16. maja 1573 je bil za novega vladarja izvoljen Henrik III. Francoski. Ko je bil Henrik III. 13. februarja 1575 kronan tudi za francoskega kralja, je zapustil Poljsko. Za zapoljsko-litovsko vladarico je bila izvoljena Ana Jagelo.

### Ustava iz leta 1791
Ustava, sprejeta 3. maja 1791, je druga najstarejša kodificirana nacionalna ustava in najstarejša kodificirana nacionalna ustava v Evropi. Najstarejša je ustava Združenih držav Amerike. Imenovala se je Ustawa Rządowa (Vladni zakon). Njena priprava se je začela 6. oktobra 1788 in trajala 32 mesecev. Glavni avtor ustave je bil kralj Stanislav II. Avgust, ki je želel, da bi bila Krona postala ustavna monarhija, podobna tisti v Veliki Britaniji. 3. maja 1791 se je sklical Veliki sejm, na katerem so ustavo prebrali in sprejeli. Ustava je osvojila meščanstvo, razdelila oblast na tri veje, odpravila liberum veto in ustavila zlorabe Repninovega Sejma.
Poljska je postala ustavna monarhija s kraljem kot vodjem izvršilne veje oblasti s svojim kabinetom ministrov, imenovanim Varuhi zakonov. Zakonodajna veja je bila dvodomna z izvoljenim Sejmom in imenovanim Senatom. Kralj je dobil pooblastilo za prekinitev razprav v senatu, vodja Sejma pa je bil sejmski maršal. Reformirano je bilo Kronsko sodišče, najvišje pritožbeno sodišče v Kroni. Sejm je sodnike  Sejmskega sodišča (kronsko parlamentarno sodišče) izvolil med svojimi zastopniki (posłowie).
Vladni zakon je razjezil rusko carico Katarino II., ki je menila, da Poljska potrebuje za kakršno koli politično reformo dovoljenje Ruskega carstva. Trdila je, da se je Poljska zavzela za radikalno jakobinstvo, ki je takrat prevladovalo v Franciji. Rusija je leta 1792 napadla Republiko obeh narodov. Ustava je veljala manj kot 19 mesecev. Razveljavljena je bila na zasedanju Sejma v Grodnu.

## Politika
Ustanovitev Krone kraljevine Poljske je bila mejnik v razvoju poljske državnosti in evropske identitete. Predstavljala je koncept poljskega kraljestva (naroda) kot izrazito ločenega od osebe monarha in preoblikovala poljsko državo iz patrimonialne (dedne) monarhije  v kvaziustavno monarhijo (monarchia stanowa, državna monarhija),  v kateri je oblast v državi imelo plemstvo in duhovščina in do neke mere tudi razred delavcev. Omnenjala se je tudi kot "volilna monarhija".
Soroden koncept, ki se je razvil kmalu zatem, je bil koncept Skupnosti narodov (Rzeczpospolita), ki je bil po ublinskem sporazumu leta 1569 alternativa Kroni kot imenu za poljsko državo.  Ime Krona kraljevine Poljske je povezano tudi z drugimi simboli Poljske, kot so glavno mesto Krakov ter grb in zastava Poljske.

## Geografija
Koncept Krone je vseboval tudi geografske vidike, povezane zlasti z nedeljivostjo ozemlja Poljske krone. Od srednjega veka do poznega 18. stoletja so bili pod neposredno poljsko oblastjo deli sedanje Poljske in Ukrajine, nekaj ruskih mejnih grofij in deli  Belorusije, Moldavije, Slovaške in Romunije. Pod poljsko-litovsko oblastjo so ostali do dokončnega razpada skupnosti leta 1795.
Za dele Krone so se štela tudi vsa ozemlja, na katerih je poljska država (ne monarh) trdila, da ima pravico vladati, vključno s tistimi, ki so bila izven poljskih meja.
Izraz Poljska krona je razlikoval ozemlja, vključena v Litovsko veliko kneževino (     ),  od fevdnih ozemelj  z različnimi stopnjami avtonomije ali delne odvisnosti od kralja, kakršni sta bili vojvodini Prusija (     )  in Kurlandija (     ).
Pred Lublinsko unijo leta 1569 je med kronska ozemlja spadala sama Kraljevina Poljska, naseljena s Poljaki, območja pod suverenostjo poljskega kralja, kakršna je bila Kraljeva Prusija, in ozemlja v posesti šlahte. Z Lublinsko unijo je pod poljsko upravo prišla tudi večina današnje Ukrajine z zanemarljivo majhnim številom Poljakov, ki jo je dotlej upravljala Litva.
V tistem obdobju so Poljaka z ozemlja Krone imenovali koroniarz (kronar). 
Odvisno od konteksta se je izraz "poljska krona" nanašal tudi na "krono" in se  uporabljal za razlikovanje osebnega vpliva in zasebnega premoženja aktualnega vladarja  Republike obeh narodov  od vladne oblasti in lastnine. Pogosto se je uporabljal tudi za razlikovanje oseb, zvestih izvoljenemu kralju (rojalisti), od oseb, zvestih poljskim magnatom (konfederati).

## Province
V Lublinski uniji (1569) so bile Kronske dežele razdeljene na Malopoljsko in Velikopoljsko provinco. Obe sta bili razdeljeni na manjše upravne enote, imenovane vojvodstvo.

### Velikopoljska provinca
- Bžešč Kujavsko vojvodstvo
- Gnjeznensko vojvodstvo
- Inovroclavsko vojvodstvo
- Kališko vojvodstvo
- Lječicko vojvodstvo
- Mazovijsko vojvodstvo
- Poznanjsko vojvodstvo
- Ploško vojvodstvo
- Podlaško vojvodstvo
- Ravsko vojvodstvo
- Sjeradsko vojvodstvo
- Knezoškofija Varmija

### Malopoljska provinca
- Belzsko vojvodstvo
- Braclavsko vojvodstvo
- Černigovsko vojvodstvo
- Kijevsko vojvodstvo
- Krakovsko vojvodstvo
- Lublinsko vojvodstvo
- Podoljsko vojvodstvo
- Sandomjerško vojvodstvo
- Volinsko vojvodstvo
- Vojvodina Siewierz

### Kraljeva Prusija
Kraljeva Prusija (poljsko Prusy Królewskie) je bila od leta 1569 do 1772 polavtonomna provinca Republike obeh narodov. Obsegala je Pomerelijo, deželo Helmno (Kulmerland), Malborško vojvodstvo (Marienburg), Gdansk (Danzig), Torunj (Thorn) in Elbląg (Elbing). Poljski zgodovinar Henryk Wisner trdi, da je Kraljeva Prusija pripadala Velikopoljski provinci.

## Druge posesti in fevdi

### Kneževina Moldavija (1387-1497)
Zgodovina Moldavije se je dolgo prepletala z zgodovino Poljske. Poljski kronist Jan Długosz je omenjal Moldavce pod imenom Vlahi in zapisal, da so se leta 1342 pod poveljstvom kralja Vladislava I. pridružili vojaški odpravi proti  mejni grofiji Brandenburg. Poljska država je bila dovolj močna, da se je zoperstavila Ogrskemu kraljestvu, ki je bilo vedno zainteresirano, da ozemlje Moldavije vključi v svojo politično sfero.
Vezi med Poljsko in Moldavijo so se okrepile po poljski aneksiji Galicije po galicijsko-volinskih vojnah in ustanovitvi moldavske države Bogdana Cuhejskega. Bogdan, vlaški vojvoda Maramureša, se je sprl z ogrskim kraljem in leta 1359 prestopil Karpate, prevzel nadzor nad Moldavijo in jo uspel preoblikovati v samostojno politično enoto. Kratka zveza anžujske Poljske in Ogrske, slednja je bila še vedno prevladujoča, Moldaviji ni bila naklonjena. Bogdanov naslednik Lacku se je kljub temu verjetno povezal s Poljaki. Okoli leta 1370  se je spreobrnil v rimsko katolištvo, vendar je njegova gesta ostala brez trajnih posledic.
Petru I. je izkoristil konec ogrsko-poljske zveze in državo približal kraljestvu Jageloncev in 26. septembra 1387 postal vazal Vladislava II. Njegova  gesta je imela nepričakovane posledice: Petru je poljskega vladarja oskrbel s potrebnimi sredstvi za vojno proti Tevtonskemu viteškemu redu in do poplačila dolga dobil oblast nad Pokutjo. Ker dolg očitno ni bil poplačan, je pokrajina postala predmet spora in ostala pod moldavsko oblastjo  do njenega poraza v bitki pri Obertinu leta 1531. 
Knez Petru I. je svojo oblast razširil proti jugu do delte Donave. Njegov brat Roman I. je leta 1392 osvojil Cetateo Albo, ki je bila pod ogrsko oblastjo, in dobil izhod na Črno morje. Romana I. so zaradi podpore Fjodorju Koriatoviču v njegovem spopadu z litovskim velikim knezom Vitautasom odstavili.
Pod Štefanom I. Moldavskim je naraščajoč poljski vpliv izzval ogrskega kralja Sigismunda, da je napadel Moldavijo in bil v Ghindăoani leta 1385 poražen. Štefan I. je v skrivnostnih okoliščinah izginil.
Leta 1400 so Madžari s pomočjo Mircee I. Vlaškega na moldavski prestol posedli Aleksandra  I., ki je stopil na poljsko stran.  Njegova vladavina je bila ena najuspešnejših v zgodovini Moldavije in hkrati prva konfrontacija z osmanskimi Turki pri Cetatei Albi leta 1420. Kasneje se je spopadel tudi s Poljaki. Aleksandrovi dolgi vladavini je sledila globoka kriza, ker so se njegovi nasledniki vojskovali med seboj v nizu vojn, ki so trajale do umora Bogdana II. in prihoda Petra III. Arona na oblast leta 1451. Moldavija je kljub temu ostala predmet ogrskih  intervencij. Matija Korvin je Arona odstavil in podprl Aleksandra II., da je zasedel njegovo mesto. Vladavina Petra Arona je pomenila začetek moldavske zvestobe Osmanskemu cesarstvu, saj se je knez  strinjal, da bo plačeval davek sultanu Mehmedu II.
Kneževina Moldavija je pokrivala celotno današnji Moldavijo. V različnih obdobjih so bila z njo politično povezana različna druga ozemlja, zlasti Pokutja, fevda  Cetatea de Baltă in Ciceu v Transilvaniji in kasneje ozemlja med rekama Dnester in Bug.

### Mesta v Spiški regiji (1412–1795)
Eno od določil Ljubovljanskega sporazuma, sklenjenega leta 1412 med poljskim kraljem Vladislavom II. in ogrskim kraljam Sigismundom Luksemburškim,  je določalo, da mora Ogrska v zameno za 60 obrokov posojila po 37.000 praških grošev (približno sedem ton čistega srebra)  do vračila dolga prepustiti Poljski šestnajst mest z rudniki soli v Spiški regiji. Zastavljena so bila mesta Spišská Belá, Ľubica, Vrbov, Spišská Sobota, Poprad, Stráže, Spišské Vlachy, Spišská Nová ves, Rusinovce, Vielka, Spišské Podhradie, Spišské Matejovce in Tvarožná (današnja slovaška imena).

### Severska vojvodina (1443–1795)
Tješinski vojvoda Venčeslav I. je leta 1443 prodal Seversko vojvodino krakovskemu nadškofu, kardinalu Zbigniewu Oleśnickrmu, za 6.000 srebrnikov. Zanjo je odtlej veljalo, da je del  Malopoljske. Bila je edina cerkvena vojvodina v Malopoljski. V Republiko obeh narodov je bila uradna vključena na zasedanju Velikega sejma leta 1790. 

### Knezoškofija Varmija (1466–1772)
Knezoškofija Varmija (poljsko Biskupie Księstwo Warmińskie) je bila delno neodvisna cerkvena država, ki ji je vladal  vršilec dolžnosti ordinarija rimskokatoliške Varmijske nadškofije, in protektorat Kraljevine Poljske. Po sklenitvi Torunjskega sporazuma (1466-1772) je postala del Republike obeh narodov.

### Dežela Lauenburg in Bütow
Po smrti Bogislava XIV. Pomorjanskega leta 1637, ki ni imel potomcev, je Dežela Lauenburg in Bütow ponovno pripadla Kroni kraljevine Poljske. Leta 1641 je postala del Pomorjanskega vojvodstva Republike obeh narodov. Z Bidgoškim sporazumom, ki je dopolnil Wehlauski sporazum, je prišla v posest brandenburško-pruske dinastije Hohenzollern  v zameno za njeno pomoč proti Švedom v švedsko-poljski vojni. Pogoji v deželi se po zamenjavi niso spremenili.  Dežela Lauenburg in Bütow Land je bila uradno poljski fevd do leta 1772, ko je kralj Friderik II. Pruski vključil njeno ozemlje v Kraljevino Prisijo.

### Vojvodina Kurlandija in Semigalija (1562-1791)
Vojvodina Kurlandija in Semigalija je bila vojvodina v baltski regiji, vazal Velike litovske kneževine in kasneje Republike obeh narodov. Leta 1791 je dobila popolno neodvisnost, po tretji delitvi Poljske 28. marca 1795 pa je bila priključena k Ruskemu carstvu. Vojvodina je imela koloniji v Tobagu in Gambiji.

### Vojvodina Prusija (1569-1657)
Vojvodina Prusija je bila od leta 1525 do 1701 vojvodina v vzhodnem delu Prusije. Med reformacijo je veliki mojster tevtonskih vitezov Albert Hohenzollern leta 1525 sekulariziral prusko državo Tevtonskega reda in postal vojvoda Albert. Njegova vojvodina z glavnim mestom Königsberg (Kaliningrad) je bila ustanovljena kot fevd Poljske krone, tako kot tevtonska Prusija od Drugega torunjskega miru, sklenjenega oktobra 1466. S sporazumom se je končala trinajstletna vojna pruskih mest. Tevtonski red se je moral odpovedati pravicam do zahodne polovice svojega ozemlja v korist Poljske krone, ki je postalo provinca Kraljeva Prusija. Preostali del ozemlja je postal poljski fevd (1385–1569). V 17. stoletju je poljski kralj Ivan II. Kazimir  predlagal Frideriku Viljemu, velikemu volilnemu knezu Brandenburške marke, da ponovno pridobi vrhovno oblast v Prusiji v zameno za podporo Poljski v vojni proti Švedski. 29. julija 1657 so v Wehlauu (poljsko Welawa, zdaj Znamensk) podpisali Wehlauski sporazum, s katerim se je Friderik Viljem odpovedal švedsko-pruskemu zavezništvu, Ivan II. Kazimir pa je priznal polno suverenost Friderika Viljema nad Vojvodino Prusijo. Popolna suverenost je bila nujen pogoj za nadgradnjo vojvodine v Kraljevino Prusijo leta 1701.

### Vojvodina Livonija (1569-1772)
glavni|Vojvodina Livonija
Vojvodina Livonija je bila ozemlje Velike litovske kneževine in kasneje kondominij Poljske krone in Velike litovske kneževine.

### Protektorati
In 1462 je Caffa/Feodozija na Krimu med širjenjem Osmanskega cesarstva in Krimskih Tatarov zaprosila za zaščito kralja Kazimirja IV. Poljskega. Kralj je prošnjo za zaščito sprejel, ko je stanje postalo zelo nevarno, pa ji ni prišel na pomoč.